# Jeziory (województwo lubelskie)
Jeziory – wieś sołecka w Polsce położona w województwie lubelskim, w powiecie łukowskim, w gminie Łuków. Leży około 2 km na południowy wschód od Łukowa i 73 km na północ od Lublina. 
Wieś stanowi sołectwo w gminie Łuków. Według Narodowego Spisu Powszechnego z roku 2011 wieś liczyła 207 mieszkańców.
Wieś szlachecka Jeziora położona była w drugiej połowie XVI wieku w ziemi łukowskiej województwa lubelskiego. W latach 1975–1998 miejscowość administracyjnie należała do województwa siedleckiego.
Wierni Kościoła rzymskokatolickiego należą do parafii Podwyższenia Krzyża Świętego w Łukowie.